# Pseudagrion cyathiforme
Pseudagrion cyathiforme – gatunek ważki z rodziny łątkowatych (Coenagrionidae). Występuje w Afryce Zachodniej; stwierdzony w Liberii, Nigerii i Sierra Leone.